# Хайдарова, Гавхар Кадыровна
Гавхар Кадыровна Хайдарова — советский профсоюзный, государственный и политический деятель.

## Биография
Родилась в 1926 году. Член КПСС с 1960 г. Окончила Среднеазиатский политехнический институт.
В 1954—1985 гг.:
- сменный инженер, начальник смены Чирчикского электрохимического комбината,
- председатель Чирчикского горисполкома,
- председатель Ташкентского областного Совета профессиональных союзов,
- первый секретарь Кировского райкома КП Узбекистана г. Ташкента,
- 14.3.1980 — 30.3.1985 секретарь Президиума Верховного Совета Узбекской ССР.

Избиралась депутатом Верховного Совета СССР 5-го созыва, Верховного Совета Узбекской ССР 6-10 созывов.
Умерла после 1985 года.